# Jean-Baptiste Andrea
Jean-Baptiste Andrea (Saint-Germain-en-Laye, 4 april 1971) is een Frans filmregisseur, scenarioschrijver en romanschrijver.
In 2023 ontving hij de Prix Goncourt voor zijn roman Veiller sur elle (Waak over haar).

## Jeugd en opleiding
Andrea groeide op in Cannes. Hij volgde middelbaar onderwijs aan het Institut Stanislas, een katholieke middelbare school waar hij zijn eerste toneel- en schrijfervaringen opdeed. Hij studeerde Communicatie en Human Resources aan het Sciences Po in Parijs. Na zijn afstuderen in 1993 volgde hij een tweede studie aan de ESCP Business School die hij in 1996 eveneens met succes afsloot.

## Scenarioschrijver en filmregisseur
Andrea begon samen met Fabrice Canepa Engelstalige films te schrijven en te regisseren. De horrorfilm Dead End, die in 2003 in roulatie werd gebracht, ontving verschillende prijzen.
In 2006 regisseerde Andrea de tragikomedie en misdaadfilm Big Nothing, waarin onder meer David Schwimmer speelde.
Samen met regisseur James Huth schreef hij het scenario voor Hellphone (2007), een Franse film over een mobiele telefoon die tieners doodt en waarin Jean-Baptiste Maunier de hoofdrol speelt.
In 2013 schreef en regisseerde hij de thriller La Confrérie des larmes, met in de hoofdrollen Jérémie Renier en Audrey Fleurot.
King is een Franse avonturenfilm geregisseerd door David Moreau en uitgebracht in 2022. De film is gebaseerd op een idee van Jean-Baptiste Andrea, die ook meeschreef aan het scenario.

## Romanschrijver
Op 46-jarige leeftijd publiceerde Andrea zijn eerste roman Ma reine (Mijn koningin) een gevoelige coming of age-roman. De hoofdpersoon in het verhaal is Shell, een jongen die met zijn ouders in een afgelegen huis bij een benzinestation woont. Hij vermoedt dat er op de hoogvlakte achter het huis een oorlog woedt. Hij besluit om zich in de strijd te mengen om te bewijzen dat hij geen kind meer is. Op zijn tocht valt hij van een steile helling. Hij wordt geholpen door een meisje dat zich koningin noemt. Zij brengt hem eten en zorgt voor een schuilplaats. In plaats van strijd vindt Shell vriendschap. Andrea ontving voor de roman ruim tien literaire prijzen, waaronder de Prix Femina des lycéens 2017 en de Prix du premier roman.
In 2019 verscheen zijn tweede roman Cent millions d'années et un jour (Honderd miljoen jaar en een dag). Een hoogleraar paleontologie, een van de deelnemers aan een wetenschappelijke expeditie in de bergen tussen Italië en Frankrijk, blijft alleen achter in het basiskamp. Daar moet hij zien te overleven gedurende de winter. De eenzaamheid en de ervaring van kou laten hem op een andere manier kennismaken met de oorsprong van de mensheid.
In de roman Des diables et des saints (Duivels en heiligen) verhaalt Andrea over de oude stationspianist Joseph die na de dood van zijn ouders in een weeshuis in de Pyreneeën was beland. Hij wordt verliefd op een meisje dat hij later uit het oog verliest. Door zijn pianospel op luchthavens en stations hoopt hij haar terug te vinden.
Voor zijn vierde roman Veiller sur elle (Waak over haar) ontving Andrea in 2023 onder meer de Prix Goncourt en de Prix du roman Fnac. Het boek gaat over de liefde tussen twee mensen: Viola, erfgename van een rijke familie uit Genua en Mimo, een getalenteerd beeldhouwer in opleiding, afkomstig uit een arm gezin. Het verhaal speelt zich af tegen de achtergrond van de opkomst van het fascisme in Italië. Andrea is van Italiaanse afkomst via zijn moeder en grootmoeder maar heeft nooit Italiaans leren spreken. Met deze roman heeft hij geprobeerd opnieuw verbinding te maken met de Italiaanse geschiedenis en cultuur.

## Werken

### Filmografie
- 2003 : Dead End (scenario en regisseur)
- 2006 : Big Nothing (scenario en regisseur)
- 2007 : Hellphone van James Huth (scenario)
- 2013 : La Confrérie des larmes (scenario en regisseur)
- 2022 : King van David Moreau (idee en scenario)

### Romans
- 2017 Ma reine. Nederlandse vertaling: Mijn koningin. Vertaald door Martine Woudt. Uitgeverij Oevers, Zaandam, 2018. ISBN 9789492068187
- 2019 Cent millions d'années et un jour. Nederlandse vertaling: Honderd miljoen jaar en een dag. Vertaald door Gertrud Maes en Martine Woudt. Uitgeverij Oevers, 2023. ISBN 9789493290709
- 2021 Des diables et des saints. Nederlandse vertaling: Duivels en heiligen. Vertaald door Martine Woudt. Uitgeverij Oevers, Zaandam, 2024. ISBN 9789493290853
- 2023 Veiller sur elle. Nederlandse vertaling: Waak over haar. Vertaald door Martine Woudt. Uitgeverij Oevers, Zaandam, 2024. ISBN 9789493367166

- Bibsys: 1634286305422
- Biblioteca Nacional de España: XX4785922
- Bibliothèque nationale de France: cb155602266 (data)
- Gemeinsame Normdatei: 137503474
- International Standard Name Identifier: 0000 0001 1649 2765
- Library of Congress Control Number: no2018011969
- Nationale Bibliotheek van Tsjechië: pna20241212764
- Nationale Bibliotheek van Israël: 987007876283105171
- Nederlandse Thesaurus van Auteursnamen: 268234868
- Réseau des bibliothèques de Suisse occidentale: 02-A024992607
- Istituto Centrale per il Catalogo Unico: CAGV490264
- Système universitaire de documentation: 176672877
- Virtual International Authority File: 56926740
- WorldCat: E39PBJp686ckWQkxK39gYF4Dv3